# 納戈里亞尼 (卡緬涅茨-波多利斯基區)
48°38′14″N 26°27′25″E / 48.63722°N 26.45694°E
納戈里亞尼（烏克蘭語：Нагоряни），是烏克蘭的村落，位於該國西部赫梅利尼茨基州，由卡緬涅茨-波多利斯基區負責管轄，始建於1460年，面積2.48平方公里，2001年人口774，人口密度每平方公里311.7人。